# Luciano De Nardis
Livio Carloni noto sotto lo pseudonimo di Luciano De Nardis (Forlì, 25 ottobre 1895 – Forlì, 27 giugno 1959) è stato un poeta e letterato italiano.

## Biografia
Livio Carloni nacque a Forlì da Vincenzo (1849-1904) e Maria Malta (1860-1930), ultimo di quattro fratelli. Di famiglia piccolo borghese (la madre possedeva e conduceva una merceria), studiò nel locale liceo classico.

### Il periodo futurista
Accanto agli studi, Carloni sviluppò la passione letteraria. Il periodo futurista iniziò verso il 1911 con le visite alla casa di Francesco Balilla Pratella a Lugo, un vero e proprio cenacolo intellettuale, dove De Nardis incontrò Filippo Tommaso Marinetti e i principali futuristi romagnoli. Aderì al futurismo e adottò lo pseudonimo Luciano De Nardis per distinguersi dall'omonimo parroco di Coriano (Rimini).
Alla vigilia della prima guerra mondiale De Nardis si schierò a favore dell'intervento e percorse le vie di Forlì con un panciotto variopinto firmato dai futuristi romagnoli. Durante gli anni del conflitto, cui non prese parte, pubblicò articoli di natura politica, che risentirono della sua passione futurista. Nel 1916 venne citato per la prima volta come rappresentante delle "Parolibere" ("Parole libere") e partecipò anche a diverse mostre futuriste. Un contatto con Giacomo Balla, nel 1916, lo ispirò a produrre giocattoli futuristici. In questi anni si colloca la sua maggiore produzione letteraria di natura futurista: tavole parolibere e parole in libertà che pubblicò nel 1917 sulla rivista «L'Italia futurista» (Sonno sul n. 6 e Compenetrazione sul n. 9). Marinetti lesse Compenetrazione e lo citò nei suoi Taccuini alla data del 26 aprile 1917.
Dopo la conclusione del conflitto mondiale De Nardis partecipò nel 1919 alla redazione di due numeri unici di inclinazione futurista, «Luce» e «Fior d'azzurro», pubblicati a Forlì. Alcune sue tavole parolibere furono esposte nelle mostre futuriste di quegli anni. In particolare, partecipò nel novembre-dicembre 1921 con un quadro e quattro "poesie murali" alla Mostra d'arte futurista e d'avanguardia di Ravenna. Nel 1923 De Nardis figura ufficialmente negli organigrammi del futurismo come poeta parolibero e propagandista del movimento. Terminò gli studi universitari laureandosi, nonostante le sue predilezioni letterarie, in Scienze Chimiche a Bologna.

### Studioso folclorista
Nel 1923 De Nardis cominciò a lavorare in una società di assicurazioni. Girando per le campagne, dove venne inviato a constatare i danni della grandine per calcolare gli indennizzi agli agricoltori, scoprì il suo interesse per gli studi folcloristici. Raccolse le sue riflessioni in una rubrica sul periodico culturale «La Piê» dal titolo «A la garboja" (che significa andare alla ricerca di frutti rimasti non raccolti, ovvero andare qua e là senza meta). Dal 1915 al 1928 scrisse sul periodico forlivese «La Madonna del Fuoco», dal nome della patrona della città. Nel 1928, sotto ispirazione di un sogno premonitore: la visione di un'esplosione immensa di fuoco e fiamme nei freddi ghiacci del polo, affidò al generale Umberto Nobile, in partenza col dirigibile Italia per la famosa spedizione al Polo Nord, una medaglietta con la Madonna del Fuoco, con la richiesta di gettarla dal dirigibile una volta raggiunta la destinazione. Quell'anno ricorreva il 500º del miracolo (1428-1928). Il successivo 25 maggio, dopo aver raggiunto il Polo, Nobile si ricordò della promessa. Quello stesso giorno, però il dirigibile precipitò sul pack e la spedizione finì tragicamente. I pochi superstiti sopravvissero in una tenda fino all'arrivo dei soccorsi.
Nel 1926 De Nardis fu nominato «redattore responsabile» della Piê dal direttore Aldo Spallicci, costretto al domicilio coatto a Milano dal regime fascista. Continuò a dirigere la rivista fino alla sua soppressione nel 1933. Il 30 novembre 1929 si sposò con la veneziana Maria Perini (la coppia non ebbe figli) e cambiò lavoro: dal 1934 fu analista presso il Laboratorio di chimica agraria di Forlì. Nel 1939 si trasferì in un'elegante villa nei sobborghi. Ma nel novembre 1944 gli ufficiali dell'Esercito britannico presero possesso dell'abitazione fino alla fine del conflitto. La metà dei suoi testi fu distrutta, così come la totalità dei suoi dipinti.
Dopo la Seconda guerra mondiale tornò a collaborare con «La Piê» e con Aldo Spallicci che, liberato, era tornato a casa a Forlì. De Nardis fu redattore unico fino al 1954. Riprese a pubblicare le sue ricerche folcloriche con editori locali.
Il 16 febbraio 1954 morì la moglie. De Nardis cadde in uno stato depressivo. Nel 1956 un'atrofia muscolare lo immobilizzò e lo portò alla morte, avvenuta il 27 giugno dello stesso anno.

## Opere
Nel 1952 fu pubblicata la prima parte della raccolta A la garboja nell'opera di Paolo Toschi Romagna tradizionale. Contiene gli articoli di De Nardis pubblicati sulla «Piê» negli anni 1932-33 e 1948-50.

Tutti gli altri scritti di De Nardis sono stati pubblicati a cura di Eraldo Baldini e Giuseppe Bellosi nell'opera Romagna popolare. Scritti folklorici 1923-1960, La Mandragora, Imola 2003.